# Liste namibischer Filme
Die Liste namibischer Filme führt Filme auf, die in Namibia oder von Namibiern produziert wurden. Sie listet zudem eine Auswahl von bekannten internationalen Filmen auf, die den Drehort Namibia hatten. Namibische Produktionen werden vor allem durch die Namibia Film Commission gefördert. Namibia gilt als einer der fünf beliebtesten Filmstandorte Afrikas. Alleine 2021 gab es 89 ausländische Produktionen.

## Namibische Filme

### Spielfilme
| Jahr | Titel                               | Regisseur                        | Genre             | Auszeichnungen | Anmerkung |
| ---- | ----------------------------------- | -------------------------------- | ----------------- | --- | --- |
| 2024 | Skeleton Coast                      | Robert Peters                    | Spielfilm         | | |
| 2024 | Pepe                                | Nelson Carlo de los Santos Arias | Spielfilm         | | Internationale Co-Produktion |
| 2023 | Under the Hanging Trees             | Perivi Katjavivi                 | Spielfilm         | | Erster namibischer Beitrag aller Zeiten für Oscarverleihung 2024                                                                  |
| 2021 | Zula Boyz                           | Vickson Hangula                  | Spielfilm         | | Pilot zu einer möglichen 13-Folgen-Fernsehserie                                                                                   |
| 2021 | Der vermessene Mensch               | Lars Kraume                      | Spielfilm         | | Deutsch-namibische Koproduktion                                                                                                   |
| 2020 | Kapana                              | Philippe Talavera                | Spielfilm         | 2021: Bester Spielfilm, African Diaspora Cinema Festival; Beste Regie, North East International Film Festival | |
| 2020 | Where Beauty Reigns                 | André Costa                      | Spielfilm         | | Brasilianisch-namibische Koproduktion                                                                                             |
| 2019 | #LANDoftheBRAVEfilm                 | Tim Hübschle                     | Spielfilm         | 2020: Best Narrative Feature, Saloon Valley African Film Festival; Best International Film, Uganda Film Festival; Best Cinematography, Best Drama Feature Genre Celebration Festival | |
| 2019 | The White Line                      | Desiree Kahikopo-Meiffret        | Spielfilm         | | |
| 2019 | Hairareb                            | Oshoveli Shipoh                  | Spielfilm         | 2021: Beste Hauptdarstellerin, Festival International du Film PanAfricain de Cannes; Sonderpreis (Festival International du Film PanAfricain de Cannes); Beste Nebendarstellerin, Africa Movie Academy Awards 2022: Bester Film & Beste Regie, Sotambe International Film and Arts Festival | |
| 2018 | Kukuri                              | Philippe Talavera                | Spielfilm         | | |
| 2018 | Xenophobia The Film                 |                                  | Spielfilm         | | |
| 2017 | Fish Out Of Water                   |                                  | Spielfilm         | | |
| 2017 | Journey To The Dead                 |                                  | Spielfilm         | | |
| 2015 | Katutura                            | Florian Schott                   | Actionfilm, Drama | 2016: 9 der 15 Kategorien bei den Namibian Theatre and Film Awards | u. a. vertreten beim Pan African Film Festival, Helsinki African Film Festival, Ecrans Noirs Film Festival, African Film Festival |
| 2012 | Taste of Rain                       | Richard Pakleppa                 | Spielfilm         | | |
| 2009 | My Father’s Son                     | Joel Haikali                     | Spielfilm         | | |
| 2008 | A Crack in the wall                 |                                  | Spielfilm         | | |
| 2008 | Kauna’s Way                         | Vickson Hangula                  | Spielfilm         | | |
| 2008 | Nama                                | Nikunja                          | Spielfilm         | | |
| 2007 | Namibia – Der Kampf um die Freiheit | Charles Burnett                  | Spielfilm         | | DVD-Veröffentlichung u. a. in Deutschland und Frankreich                                                                          |
| 2007 | 5 Minutes of Pleasure               | Phillippe Talavera               | Spielfilm         | | |
| 2006 | Tate Penda                          | Errol Geingob                    | Spielfilm         | | |
| 2003 | The cul de sac                      |                                  | Spielfilm         | | |
| 2001 | Love and Respect                    |                                  | Spielfilm         | | |
| 1969 | Dirkie                              | Jamie Uys                        | Spielfilm         | | |
|      | Wrong Way to Hell: Afterlife        | Matheus Mbundu                   | Spielfilm         | | |
|      | We were young                       | Philippe Talavera                | Spielfilm         | | |

### Kurzfilme, Dokumentationen
| Jahr    | Titel                                   | Regisseur                                   | Genre                | Auszeichnungen | Anmerkung                       |
| ------- | --------------------------------------- | ------------------------------------------- | -------------------- | --- | ------------------------------- |
| 2021    | Taxi in Windhoek                        | Mikiros Garoes                              | Kurzfilm             | |                                 |
| 2021    | Dead River                              |                                             | Kurzfilm             | |                                 |
| 2021    | Try                                     | Joel Haikali, Sophie Haikali                | Kurzfilm             | |                                 |
| 2021    | Coming Home                             | Marinda Stein                               | Kurzfilm             | |                                 |
| 2021    | Brief Case                              | Leonard Tshikesho                           | Kurzfilm             | |                                 |
| 2021    | Depression’s Monologue                  | Glen-Nora Tjipura                           | Kurzfilm             | |                                 |
| 2021    | Tow Sides                               | Jenny Kandenge                              | Kurzfilm             | |                                 |
| 2020    | A Land of Women                         | Dudley Viall                                | Kurzfilm             | |                                 |
| 2020    | Struggles                               |                                             | Kurzfilm             | |                                 |
| 2020    | Tjitji The Himba Girl                   | Oshosheni Hiveluah                          | Kurzfilm             | |                                 |
| 2020    | Encore                                  | Senga Brockerhoff                           | Kurzfilm             | |                                 |
| 2020    | African Cowboy                          | Rodney Charles                              | Kurzfilm             | |                                 |
| 2020    | Chommies                                | Mikiros Garoes                              | Kurzfilm             | |                                 |
| 2019    | Invisibles                              | Joel Haikali                                | Kurzfilm             | |                                 |
| 2019    | Baxu and the Giants                     | Florian Schott                              | Kurzfilm             | 2019: Best Foreign Narrative, San Francisco Independent Short Film Festival; Best Cinematography & Best Supporting Actor, Knysna Film Festival; Best Cinematography, Canadian and European Cinematography Awards 2020: Best Director Dreamanila International Film Festival |                                 |
| 2019    | Iitandu                                 | Lavinia Kapewasha                           | Kurzfilm             | |                                 |
| 2018    | The Wind on your skin                   | Jana von Hase, Naomi Beukes, Birgit Stauber | Kurzfilm             | |                                 |
| 2018    | Vanishing Kings – Lions of the Namib II | Will Steenkamp, Lianne Steenkamp            | Dokumentarfilm       | |                                 |
| 2017    | Faces of Africa: Nikhita's Dancing Feet |                                             | Dokumentarfilm       | |                                 |
| 2017    | Another Sunny Day                       |                                             | Dokumentarfilm       | |                                 |
| 2017    | Oom Land                                |                                             | Dokumentarfilm       | |                                 |
| 2017    | Shortcut                                | Leonard Tshikesho                           | Kurzfilm             | |                                 |
| 2016    | Uushimba                                | Khama Nakanduungileh                        | Kurzfilm             | diverse internationale Auszeichnungen |                                 |
| 2015    | What to do with the Silence             | Eddy Ballardi                               | Kurzfilm             | | Deutsch-namibische Koproduktion |
| 2015    | Wüstenkönige – Die Löwen der Namib      | Will Steenkamp, Lianne Steenkamp            | Dokumentarfilm       | 2016: Best Nature, Environment & Ecology, Cannes Corporate Media & TV Award; 2× Gold, New York Film Festival; Gold Camera, US International Film & Video Festival; Best Movie, US International Film & Video Festival; Best Camera, Green Screen Naturfilmfestival          |                                 |
| 2013    | Everything Happens for a Reason         | Florian Schott                              | Kurzfilm             | |                                 |
| 2012    | My Beautiful Nightmare                  | John Katjavivi                              | Kurzfilm             | |                                 |
| 2012    | Reflections                             | Ernst Steynberg                             | Kurzfilm             | |                                 |
| 2012    | Dead River                              |                                             | Kurzfilm             | |                                 |
| 2011    | Looking For Iilonga                     | Tim Hübschle                                | Kurzfilm             | |                                 |
| 2010    | A betta way                             | Dudley Viall                                | Kurzfilm             | |                                 |
| 2010    | Against the Odds                        | Vickson Hangula                             | Kurzfilm             | |                                 |
| 2010    | Love is...                              | John Katjavivi                              | Kurzfilm             | |                                 |
| 2010    | Catch 22                                | Simbi Gibson                                | Kurzfilm             | |                                 |
| 2010    | Orange Juice                            |                                             | Kurzfilm             | |                                 |
| 2009    | Time                                    |                                             | Kurzfilm             | |                                 |
| 2009    | Rider Without A Horse                   |                                             | Kurzfilm             | |                                 |
| 2009    | Three and a half lives of Philip Wetu   | Richard Pakleppa                            | Kurzfilm             | |                                 |
| 2009    | Ndinelao                                |                                             | Kurzfilm             | |                                 |
| 2008    | Between friends                         | Vickson Hangula                             | Kurzfilm             | |                                 |
| 2007    | Beef                                    |                                             | Kurzfilm             | |                                 |
| 2007    | 100 Years of Etosha                     |                                             | Dokumentarfilm       | |                                 |
| 2007    | Remember Eliphas Part I                 | Ernst Steynberg                             | Kurzfilm             | |                                 |
| 2007    | Remember Eliphas Part II                | Carla Hoffmann                              | Kurzfilm             | |                                 |
| 2005    | Namibia Generation X                    | Thorsten Schütte                            | Dokumentarfilm       | | Ausstrahlung im ZDF             |
| 2004/05 | Savanna Stories                         |                                             | Fernsehdokumentation | |                                 |
| 1976    | Behind the Lines                        |                                             | Dokumentation        | |                                 |
| 1961    | O'Kung: Afrikas Sidste Urfolk           | Jens Bjerre                                 | Dokumentarfilm       | Dänisch-namibische Koproduktion |                                 |

## Auswahl internationaler Produktionen in Namibia
| Jahr      | Titel                          | Genre                | Land                          | Anmerkung              |
| --------- | ------------------------------ | -------------------- | ----------------------------- | ---------------------- |
| 2020      | Monster Hunter                 | Spielfilm            | Vereinigte Staaten            |                        |
| 2017      | Die Mumie                      | Spielfilm            | Vereinigte Staaten            |                        |
| 2015      | Mad Max: Fury Road             | Spielfilm            | Vereinigte Staaten            |                        |
| 2011–2015 | Das Waisenhaus für wilde Tiere | Fernsehdokumentation | Deutschland                   |                        |
| 2010      | Verdacht                       | Spielfilm            | Deutschland                   |                        |
| 2009      | Love on the Rocks              | Spielfilm            | Indien                        |                        |
| 2009      | Die Minensucherin              | Fernsehfilm          | Deutschland                   |                        |
| 2008      | The Magic Tail                 | Spielfilm            | Spanien                       |                        |
| 2008      | Luck                           | Spielfilm            | Indien                        |                        |
| 2008      | Death Waits Outside            | Fernsehfilm          | Deutschland                   |                        |
| 2008      | Where My Heart Speaks          | Fernsehfilm          | Deutschland                   |                        |
| 2008      | 10.000 B.C.                    | Spielfilm            | Vereinigte Staaten            |                        |
| 2007      | Drona                          | Spielfilm            | Indien                        |                        |
| 2006      | Dhoom 2                        | Spielfilm            | Indien                        |                        |
| 2006      | Gallowwalkers                  | Spielfilm            | Vereinigte Staaten            |                        |
| 2004      | Der Flug des Phoenix           | Spielfilm            | Vereinigte Staaten            |                        |
| 2003      | The Bone Snatcher              | Spielfilm            | Kanada Vereinigtes Königreich |                        |
| 2002      | Beyond Borders                 | Spielfilm            | Vereinigte Staaten            |                        |
| 2002      | The Young Black Stallion       | Spielfilm            | Vereinigte Staaten            |                        |
| 2000      | The Cell                       | Spielfilm            | Vereinigte Staaten            |                        |
| 1985      | Morenga                        | Spielfilm            | Deutschland                   |                        |
| 1976/77   | Omaruru                        | Fernsehserie         | Deutschland                   | Westdeutscher Rundfunk |